# سيرجيو باتشيكو
سيرجيو باتشيكو (بالإسبانية: Sergio Pacheco)‏ (30 يوليو 1959 - ) هو مدرب كرة قدم ولاعب كرة قدم تشيلي في مركز الوسط، شارك في الألعاب الأولمبية الصيفية 1984. ولعب مع أوداكس إيتاليانو وديبورتيس نافال.

## وصلات خارجية
- سيرجيو باتشيكو على موقع الاتحاد الدولي (مؤرشف)  (الإنجليزية)
- سيرجيو باتشيكو على موقع أوليمبيديا (الإنجليزية)